# Rue Daubigny
La rue Daubigny est une voie du 17e arrondissement de Paris, en France.

## Situation et accès

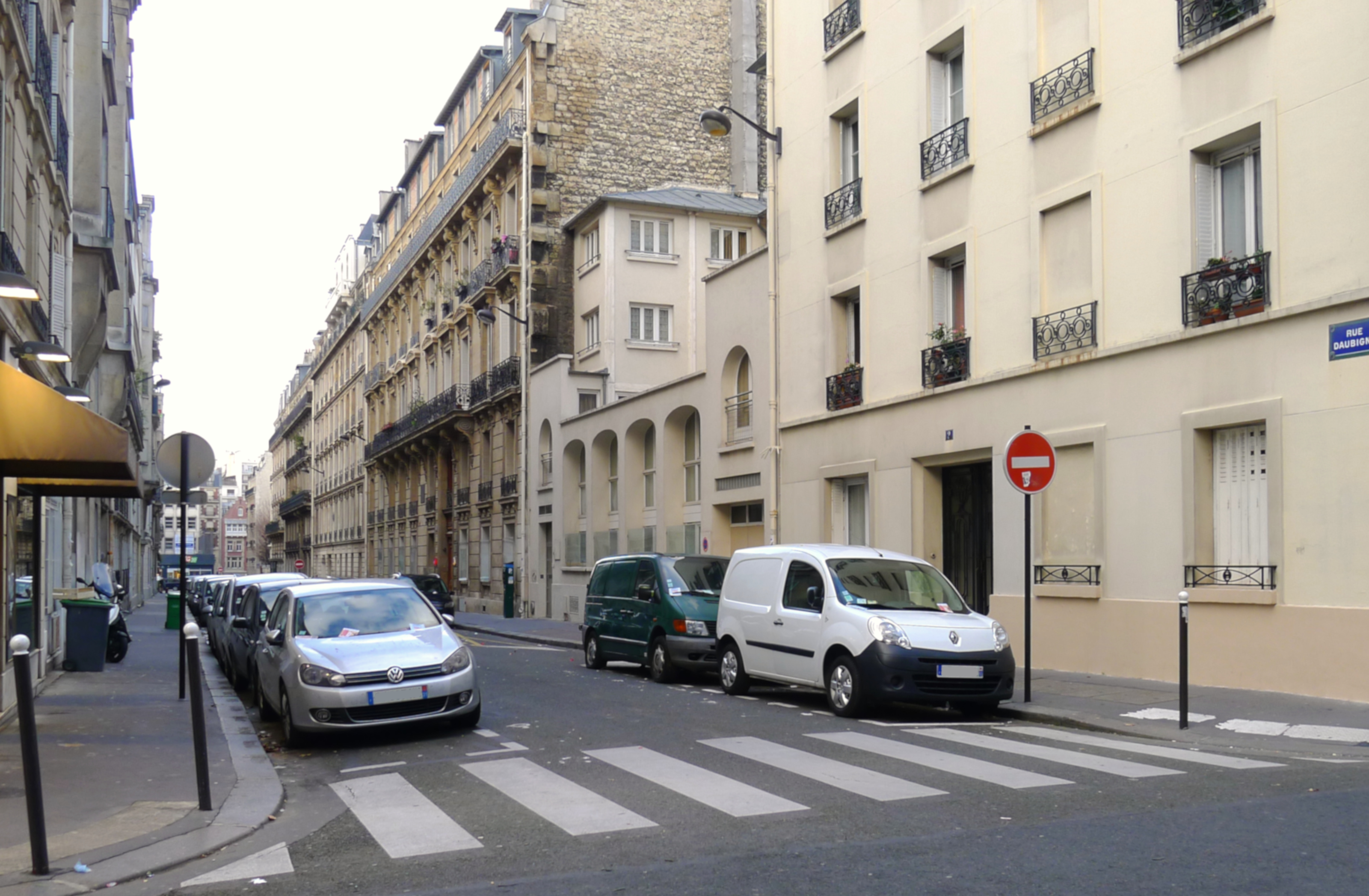
Rue Daubigny vue depuis la rue Cardinet.

La rue Daubigny est une voie publique située dans le 17e arrondissement de Paris. Parallèle au boulevard Malesherbes, elle débute au 77, rue Cardinet et se termine au 6, rue Cernuschi.
Le quartier est desservi par la ligne 3 à la station Wagram.

## Origine du nom

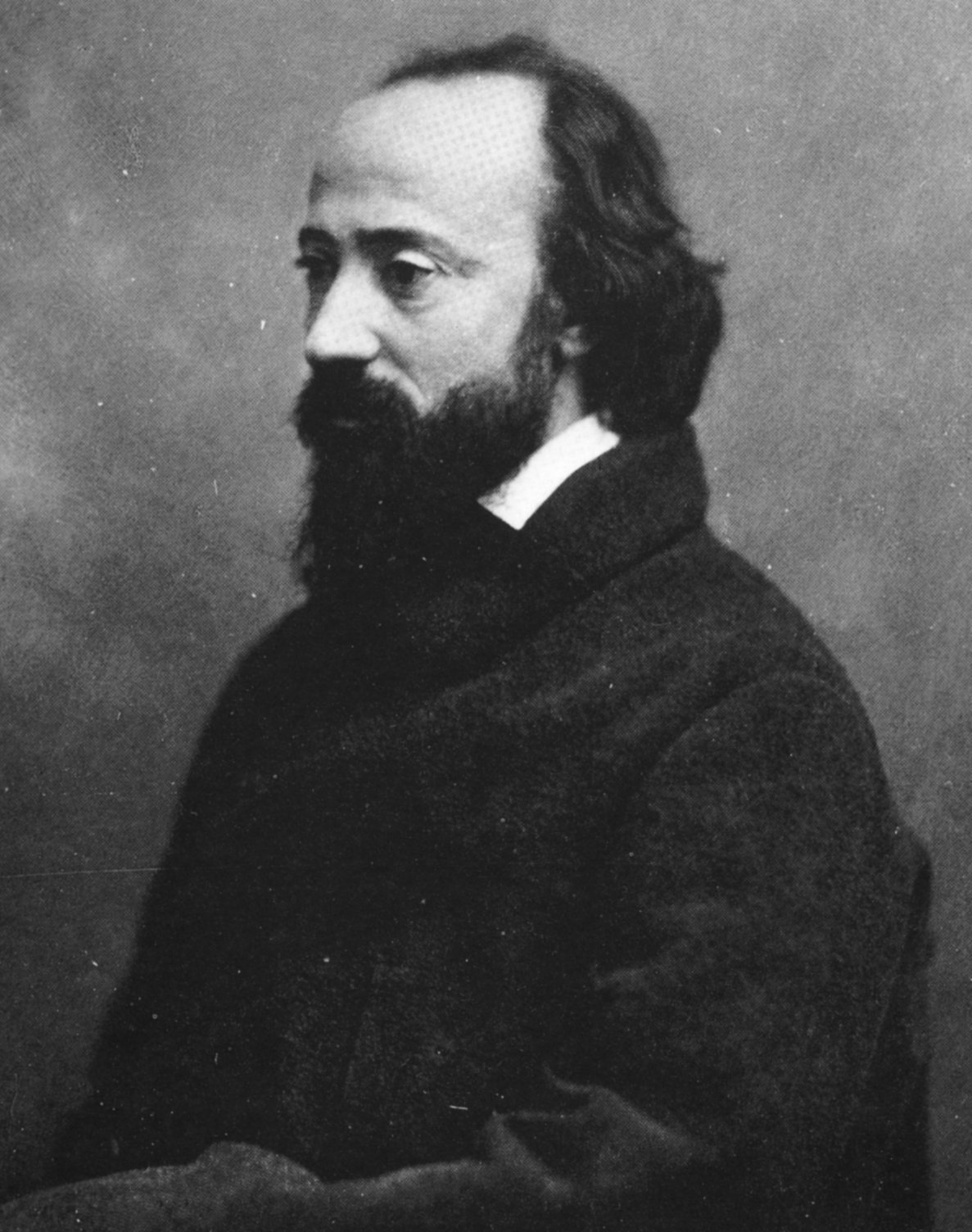
Charles-François Daubigny.

Cette voie porte le nom du peintre Charles-François Daubigny (1817-1878).

## Historique
Elle est composée de deux parties :
- la première entre les rues Cardinet et Jouffroy-d’Abbans qui a été classée dans la voirie parisienne et nommée « rue Daubigny » par décret du 30 juin 1881 ;
- la seconde entre les rues Jouffroy d’Abbans et Cernuschi, voie privée qui s’appelait « impasse Jouffroy[1] », puis est devenue « avenue Daubigny », avant d'être rattachée à la rue Daubigny par arrêté préfectoral du 15 juin 1928[2].

## Bâtiments remarquables et lieux de mémoire

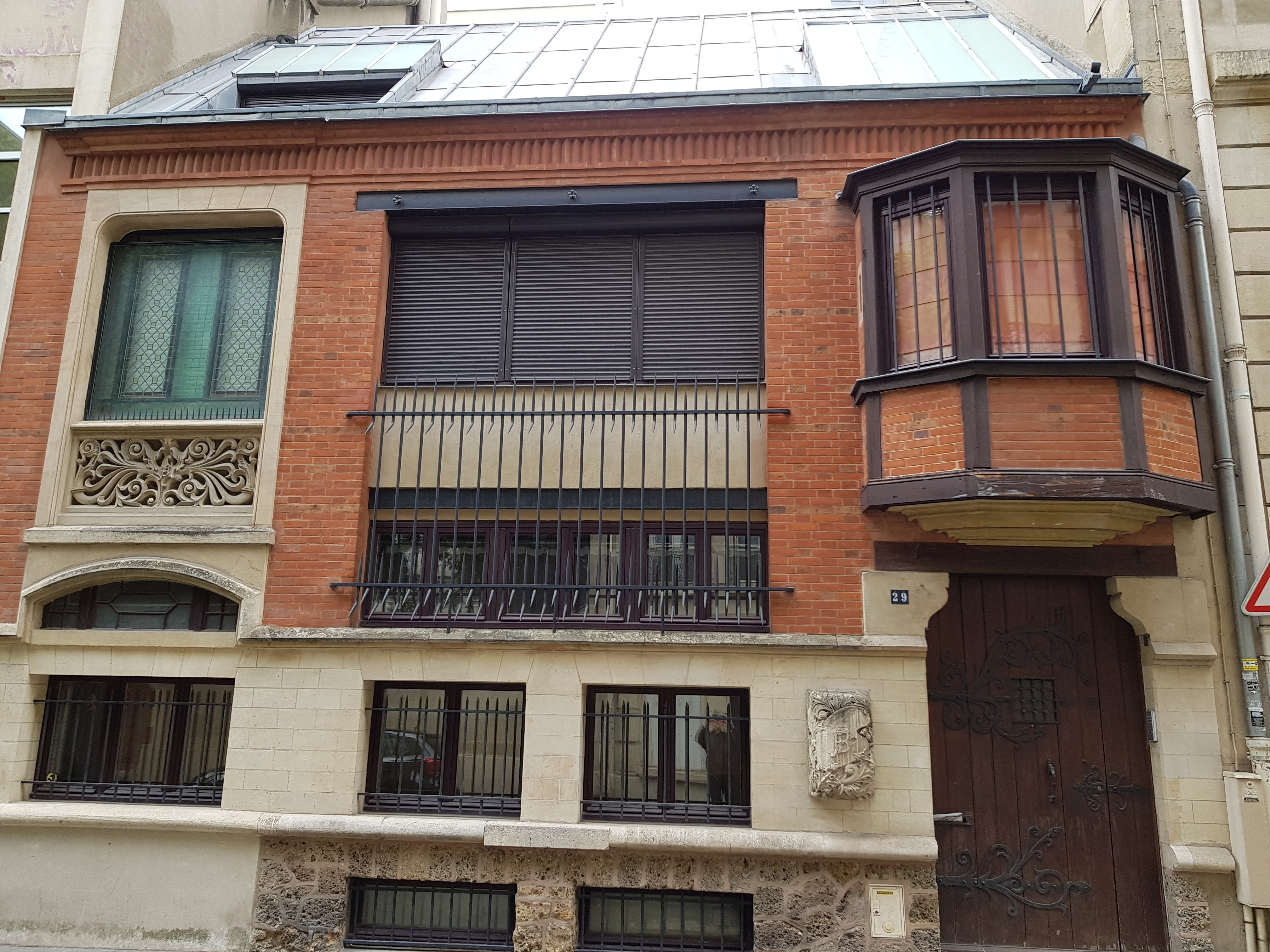
No 29.

- L’actrice Jane Essler (1836-1892) avait fait construire dans la rue une maison de cinq étages avec ateliers, dont elle occupait le rez-de-chaussée et le premier étage et qu’elle avait décorée avec des bibelots anciens, des tableaux de maître (dont un Delacroix) et de nombreux dessins de Victor Hugo [3].
- Le philosophe Gilles Deleuze (1925-1995) y passa son enfance[4].
- Le peintre Anders Zorn y a vécu[5].
- No 25 : ensemble scolaire privé catholique Sainte-Ursule, lié à l'ordre de Sainte-Ursule. L'établissement compte 277 élèves en 1933, contre 1 600 en 2013. Site historique, situé dans le même arrondissement, le 102 boulevard Pereire accueille l'école et le collège. En 1943 est acquis le 16 avenue Gourgaud (dans le même pâté de maisons que le site Pereire) et en 1968 le 25 rue Daubigny, jusque là propriété du cours Louise-de-Bettignies, et qui est depuis le site du lycée. Les bâtiments d'origine ont laissé place à des édifices modernes. À l'origine destiné aux filles, Sainte-Ursule devient mixte dans les années 1990[6],[7].
- No 29 : atelier d’artiste construit en 1892 par l’architecte Jules Giboz pour le compte du peintre américain Frederick Arthur Bridgman (1847-1928)[8],[9], l’un des peintres orientalistes les plus connus aux États-Unis ; on peut d’ailleurs reconnaître l’initiale de son nom sur la façade. En 1933, on y donne des cours de danse[10].